# Bajša
Bajša (en serbe cyrillique : Бајша ; en hongrois : Bajsa) est une localité de Serbie située dans la province autonome de Voïvodine. Elle fait partie de la municipalité de Bačka Topola dans le district de Bačka septentrionale. Au recensement de 2011, elle comptait 2 289 habitants.
Bajša est officiellement classée parmi les villages de Serbie.

## Démographie

### Évolution historique de la population
| 1948  | 1953  | 1961  | 1971  | 1981  | 1991  | 2002  | 2011  |
| ----- | ----- | ----- | ----- | ----- | ----- | ----- | ----- |
| 2 987 | 2 826 | 2 797 | 2 990 | 2 753 | 2 745 | 2 568 | 2 289 |

|  |